# 쿠라스시
쿠라스시 주식회사(일본어: くら寿司株式会社, 영어: Kura Sushi, Inc.)는 일본의 회전초밥 체인점인 '쿠라스시'를 운영하는 회사다. 본사는 오사카부 사카이시에 있다.
회전초밥 체인점인 '무텐 쿠라스시(無添くら寿司)'를 운영하고 있으며, 일본의 47개 모든 도도부현에 점포가 있다. 쿠라스시 외에 긴키권에 일식당 '무텐쿠라(無添蔵)'와 '쿠라 천연어시장(くら天然魚市場)'이 있다.
2014년에 아시아 쿠라스시 주식회사를 설립하였으며, 2020년 9월 17일에 대만의 타이베이 거래소에 상장했다. 미국에도 진출해 있고 자회사인 쿠라스시USA가 나스닥에 상장돼 있다.

## 특징, 시스템

### 점포
종류에 따라 가격이 다르지만 최저 가격대는 한 접시에 115엔이 기본이다. 선도군(스시 커버) 상부에 붙어 있는 QR코드에 의한 제조시간 제한관리 시스템이 도입되고 있어 1999년에 장시간 레인상에 놓인 초밥을 자동으로 제외하고 폐기하는 시스템을 도입했다.
직선형 레인, 터치스크린식 주문 시스템을 도입하고 있다. 손님이 접시를 투입구(접시 카운터)에 넣으면 설거지장까지 자동으로 회수되고 동시에 접시의 개수가 계산된다.
2000년에 접시 계산 회수 시스템과 연동한 게임 추첨기 '빗쿠라폰! (ビッくらポン!)'을 도입했다. 투입구에 다섯 접시 넣을 때마다 한 번 게임이 시작되며 당첨되면 캡슐에 들어있는 경품을 받을 수 있다.
2011년 12월 1일부터 공기 중에 떠다니는 침, 먼지, 바이러스등으로부터 스시를 지키는 항균 커버 '선도군(鮮度くん)'을 모든 점포에 도입했다. 모든 점포에 점포 지원 시스템이 있어 본부에서 모든 점포를 볼 수 있고 본부에서 운영에 관한 도움을 줄 수 있다. 합계 50건 이상의 특허가 있다.

### 자동화
쿠라스시 공식 앱을 사용하면 포장 주문이나 가게에서 먹을 경우에도 당일부터 15일 후까지 일시를 지정한 예약이 가능하다.
점포에 들어가면 우선 접수기의 터치스크린으로 입력을 실시한다.사전에 스마트폰 등으로 예약한 경우 예약번호를 입력하고, 매장에서 접수할 경우 인원과 좌석 종류(카운터석 또는 테이블석)를 선택하면 안내표가 발권되므로 이 안내표에 적힌 번호 자리에 앉는다.
다만 혼잡하고 대기가 있는 경우에는 정리권이 발권된다. 번호가 호명되면 빨간색 안내기로 가서 번호가 맞는지 확인하고 터치하면 안내표가 발권된다.

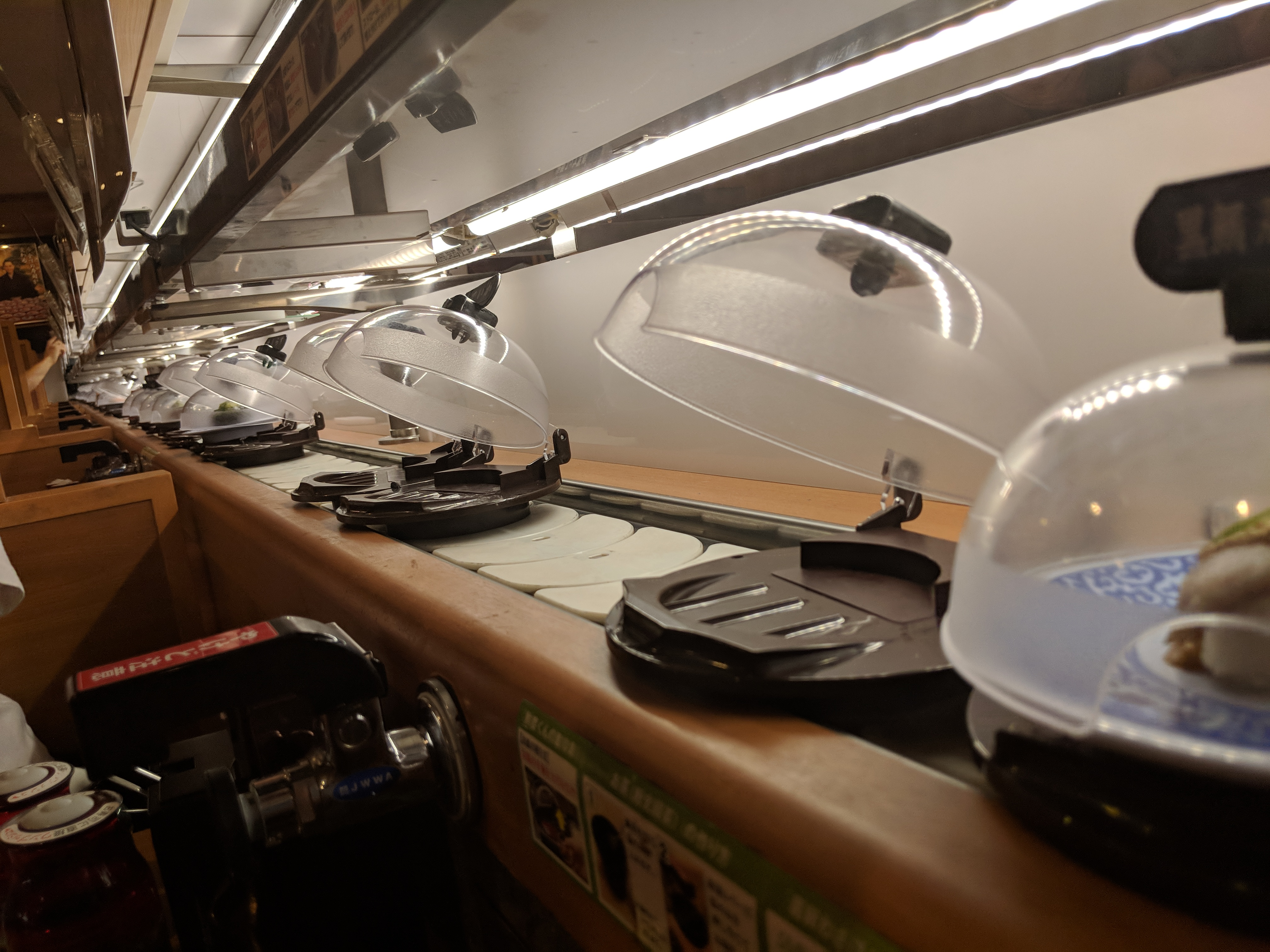
선도군(초밥커버)

주문은 테이블에 있는 터치스크린으로 가능하지만 스마트폰 카메라로 터치스크린에 표시된 QR코드를 읽으면 테이블에 있는 터치스크린을 만지지 않아도 스마트폰으로 주문이 가능하다. 최대 6대까지 쓸 수 있다.
마지막으로 모든 접시를 투입구에 넣었음을 확인하고 계산 버튼을 누르면 자동 계산이 이뤄진다. 처음 받은 안내표의 바코드를 셀프 계산대의 리더기에 대면 금액이 나오므로 원하는 지불 방법으로 계산을 한다. 이처럼 입점부터 주문, 계산까지 점원을 거치지 않고 모든 것이 자동으로 이뤄져 업무 효율이 높아졌다. 결제 방법은 현금, 신용카드, QR코드결제가 가능하며 카카오페이와 네이버페이도 지원한다.
또 '신 AI 카메라 시스템'을 통해 '선도군(鮮度くん)'에 부착된 QR코드를 식별해 초밥이 어느 테이블에서 먹혔는지 감시하고 접시를 레인으로 되돌리는 등의 부정행위가 있을 경우에는 테이블로 점원이 달려가고 경우에 따라 경찰에 신고된다.

## 연혁
- 1977년 5월 - 오사카부 사카이시에서 일반적인 초밥점으로 창업
- 1984년 7월 - 회전초밥 쿠라 개업
- 1990년 3월 - 주식회사 쿠라스시 설립
- 1995년 11월 - 주식회사 쿠라 코퍼레이션 설립
- 2001년 5월 - 나스닥 재팬에 상장
- 2004년 10월 - 도쿄증권거래소 2부에 상장
- 2005년 10월 - 도쿄증권거래소 1부로 승격
- 2008년 1월 - 미국 로스앤젤레스에 진출하여 로스앤젤레스의 약칭인 LA를 합쳐 'KULA'로 표기
- 2009년 9월 - 미국 1호점인 어바인점 개점
- 2014년 12월 - 대만 1호점을 타이베이시에 개점
- 2019년 5월 1일 - 기업명을 쿠라스시 주식회사로 변경
- 2019년 8월 - 자회사인 미국법인 '쿠라스시 USA'가 나스닥에 상장. 티커 심볼은 'KRUS'
- 2020년 9월 17일 - 자회사인 '아시아 쿠라스시'가 대만의 타이베이 익스체인지에 상장
- 2023년 6월 15일 - 중국 1호점을 상하이시에 개점

## 점포
2024년 1월 기준으로 일본에 544개 점포가 있다. 해외는 대만에 54개, 미국에 57개, 중국에 3개 점포가 있다. 점포수는 스시로, 하마스시에 이어 3위이다.

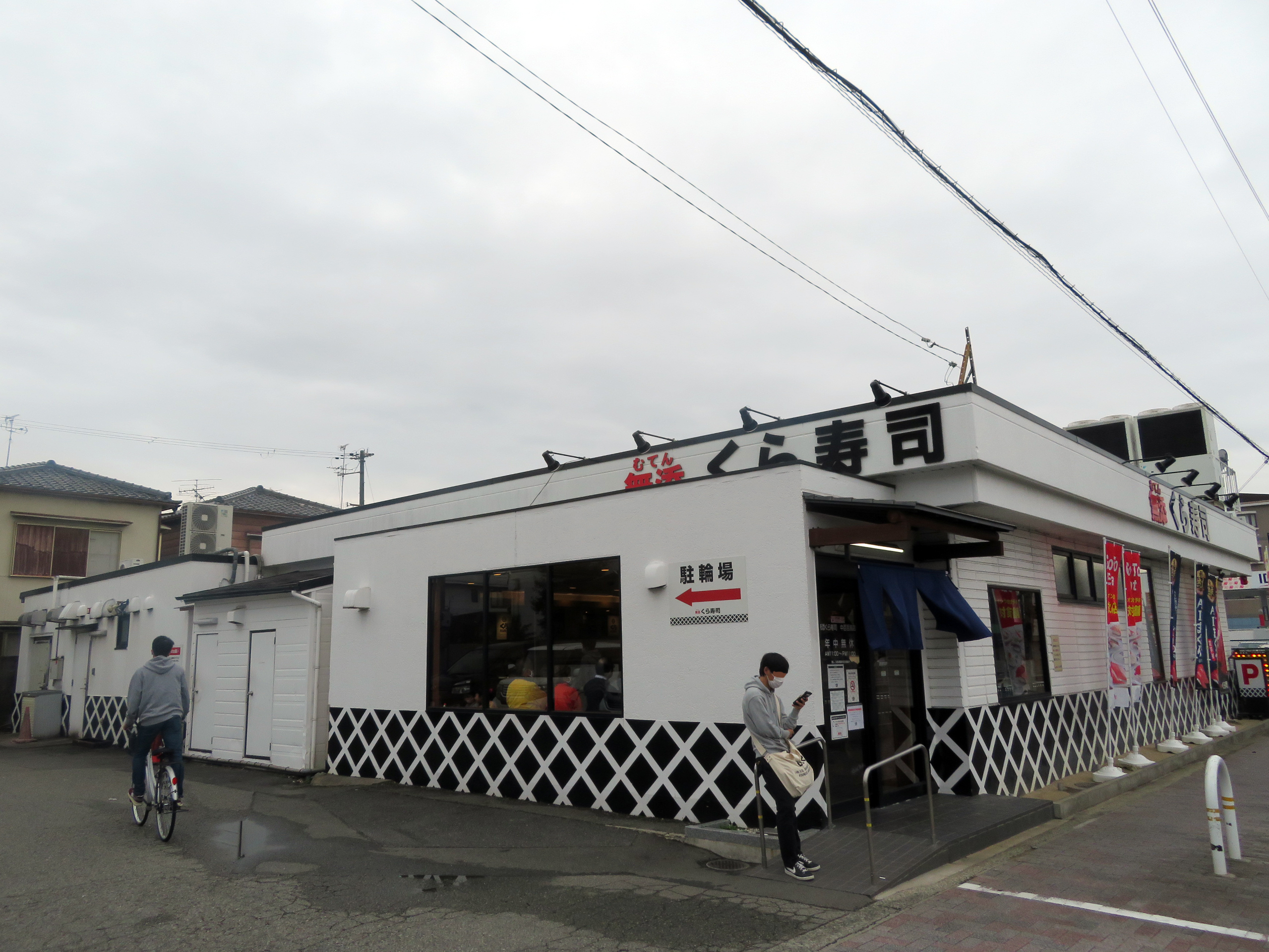
1호점인 나카모즈점(오사카부 사카이시)
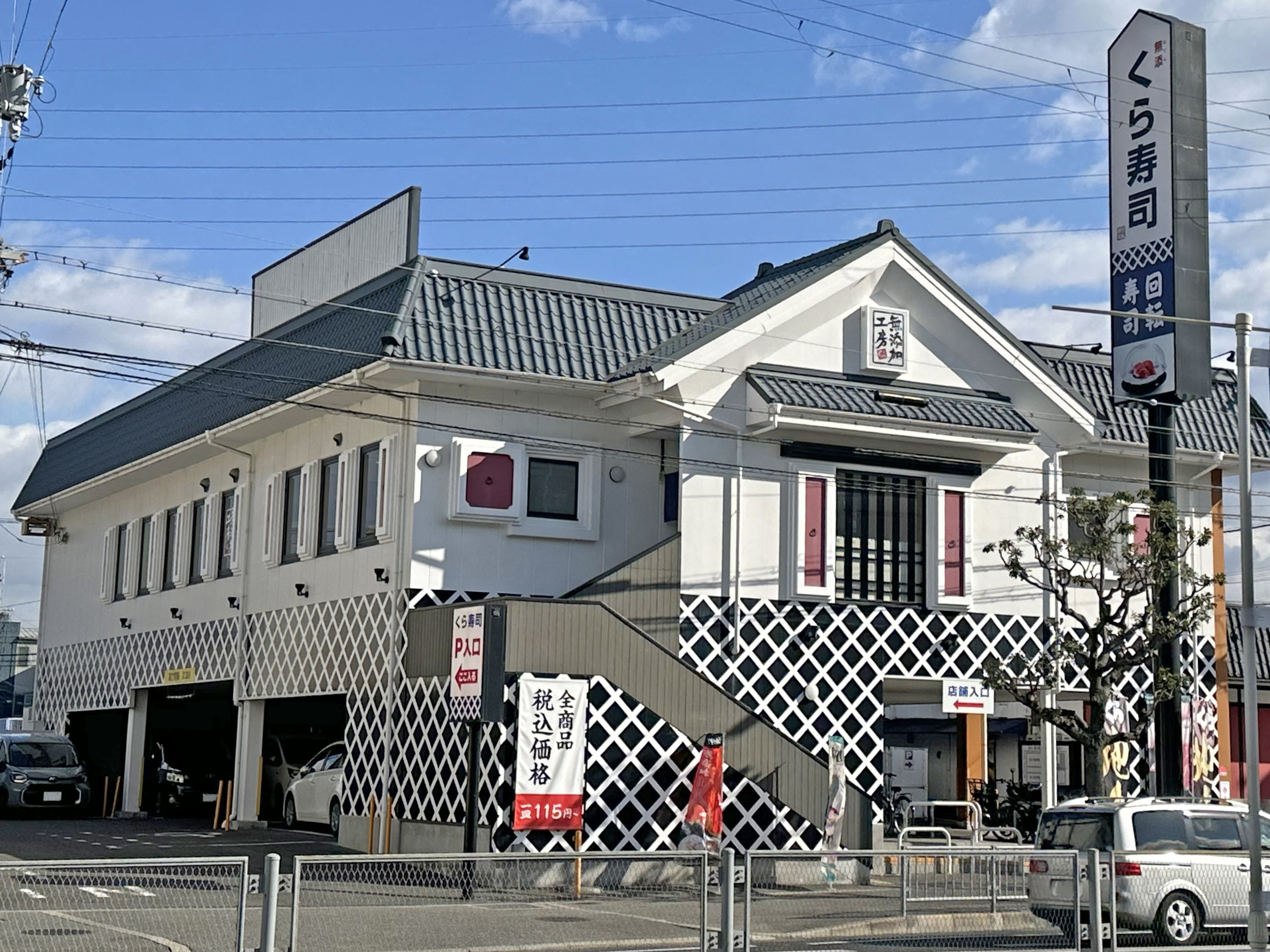
기타하나다점 (오사카부 사카이시)
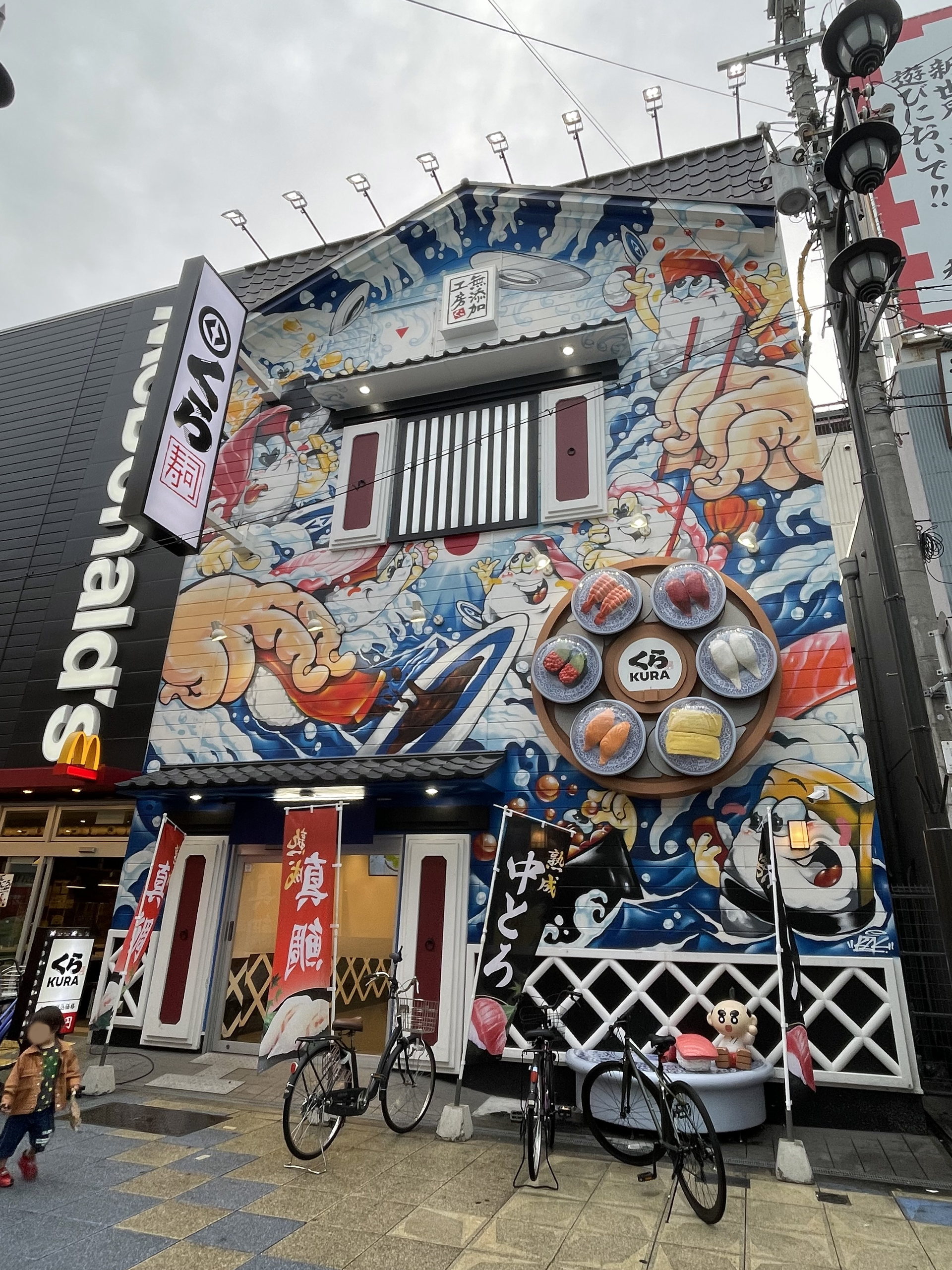
신세카이 쓰텐카쿠점 (오사카부 오사카시)
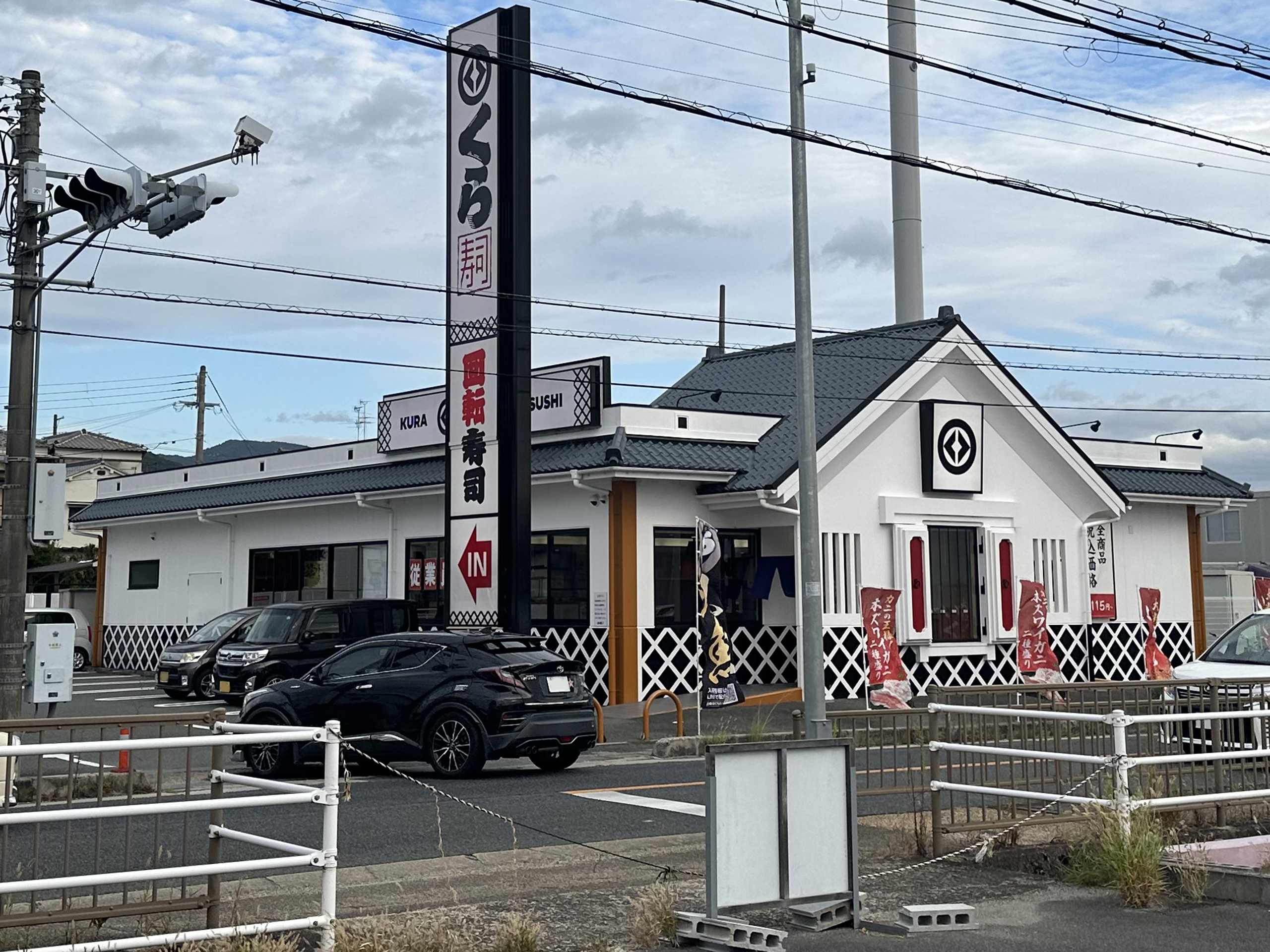
나라 후루이치점 (나라현 나라시)
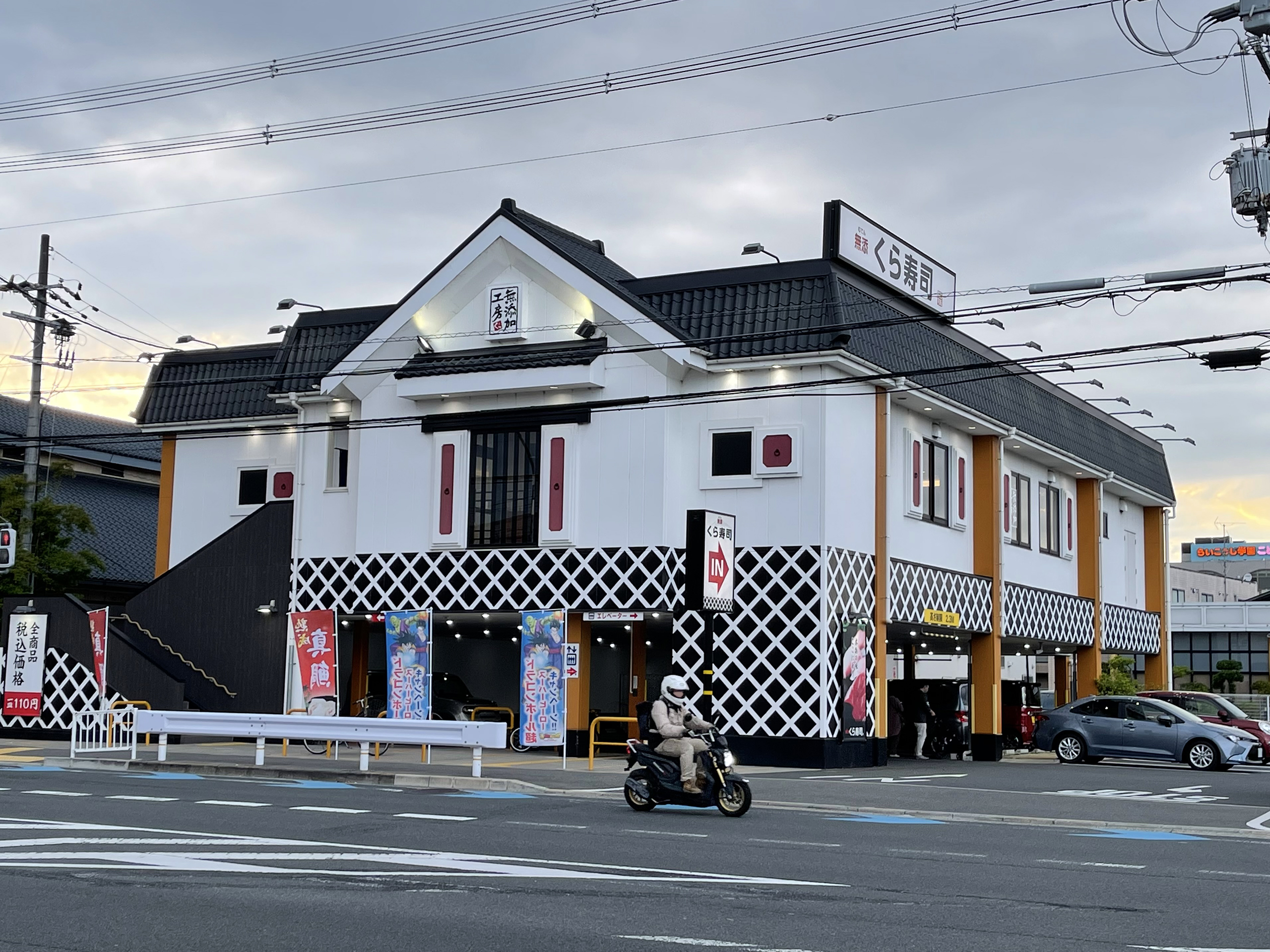
모리구치점 (오사카부 모리구치시)
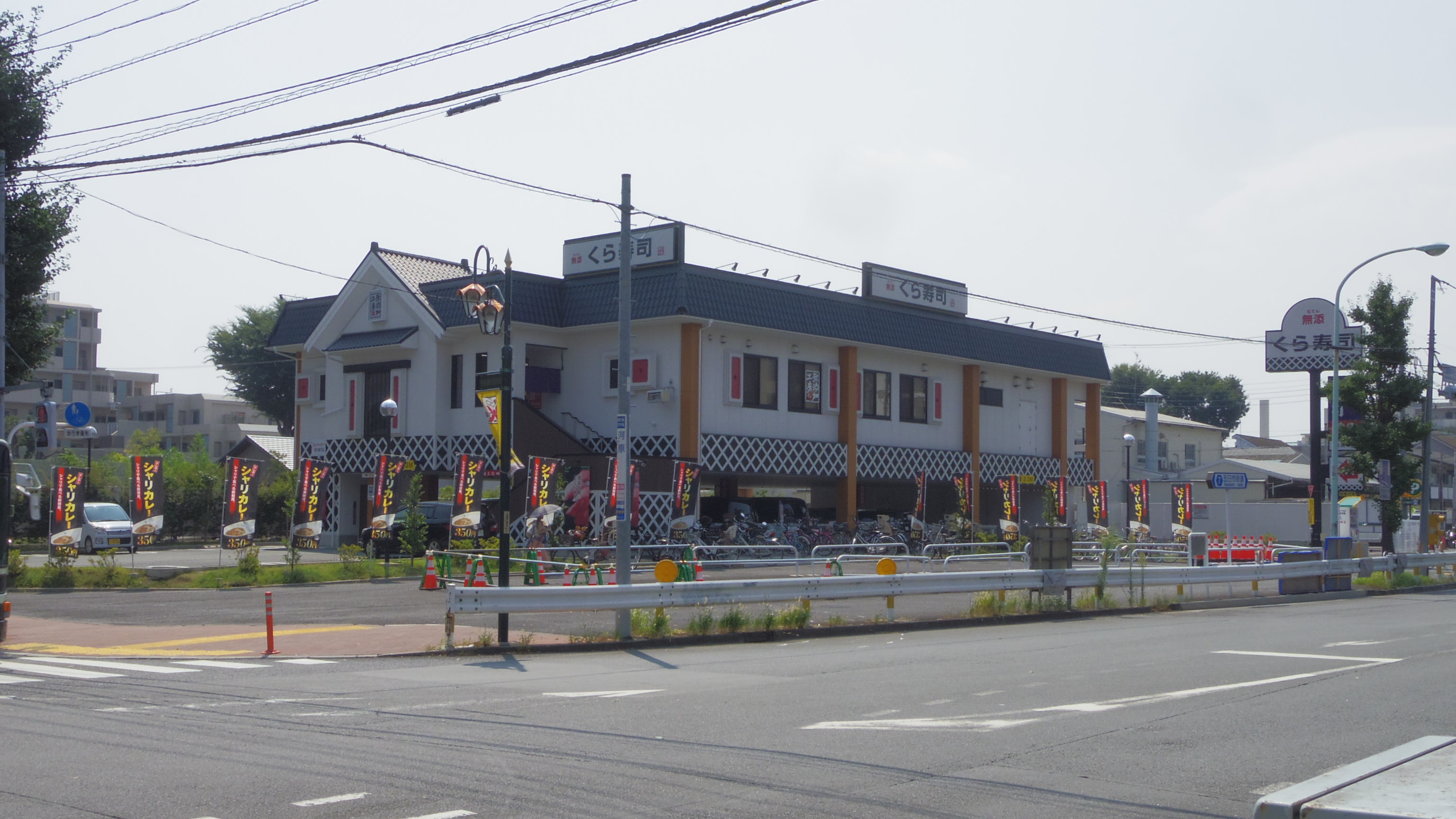
무사시노 니시쿠보점 (도쿄도 무사시노시)
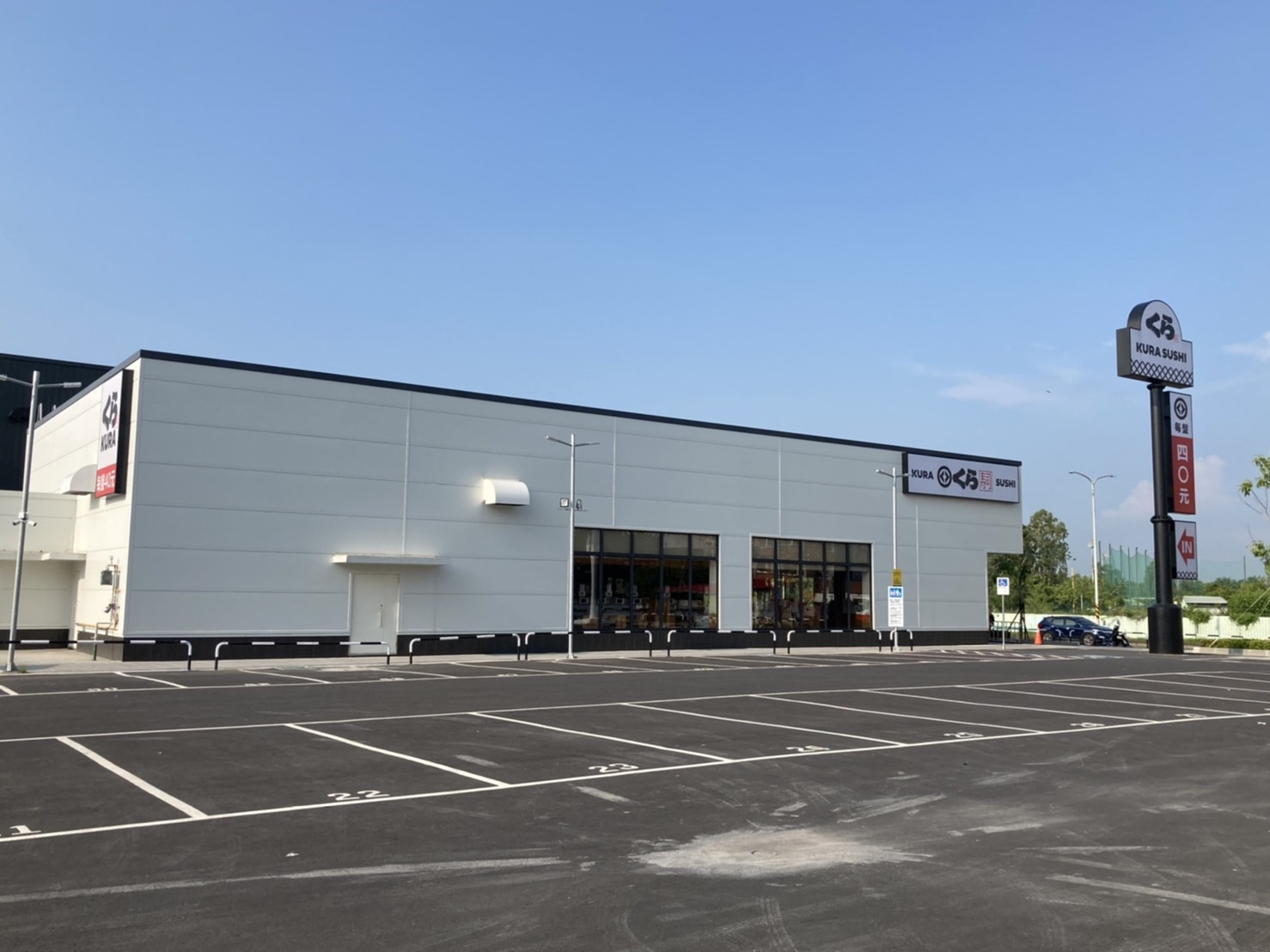
대만 가오슝시에 있는 쿠라스시
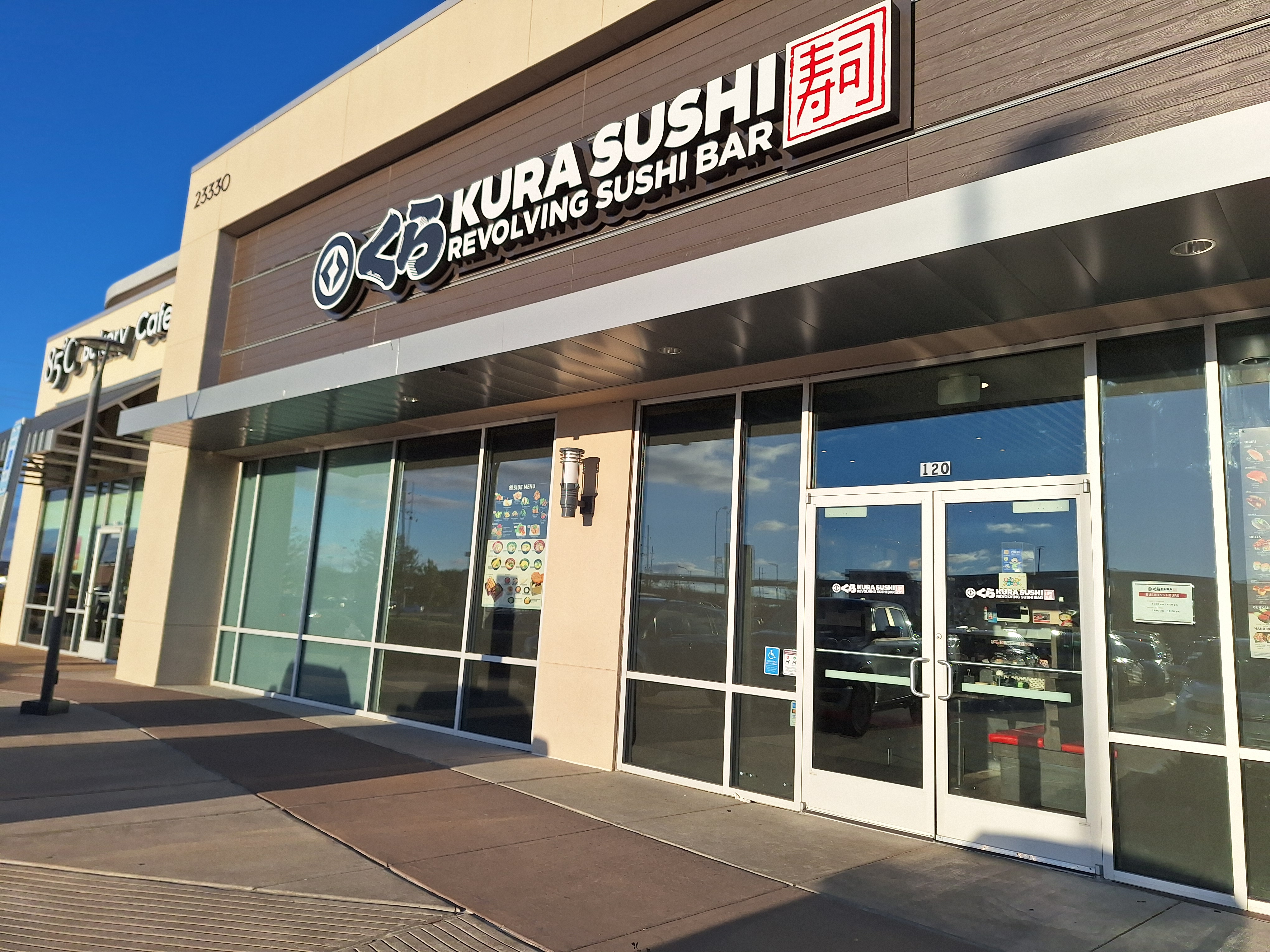
미국 텍사스주에 있는 쿠라스시
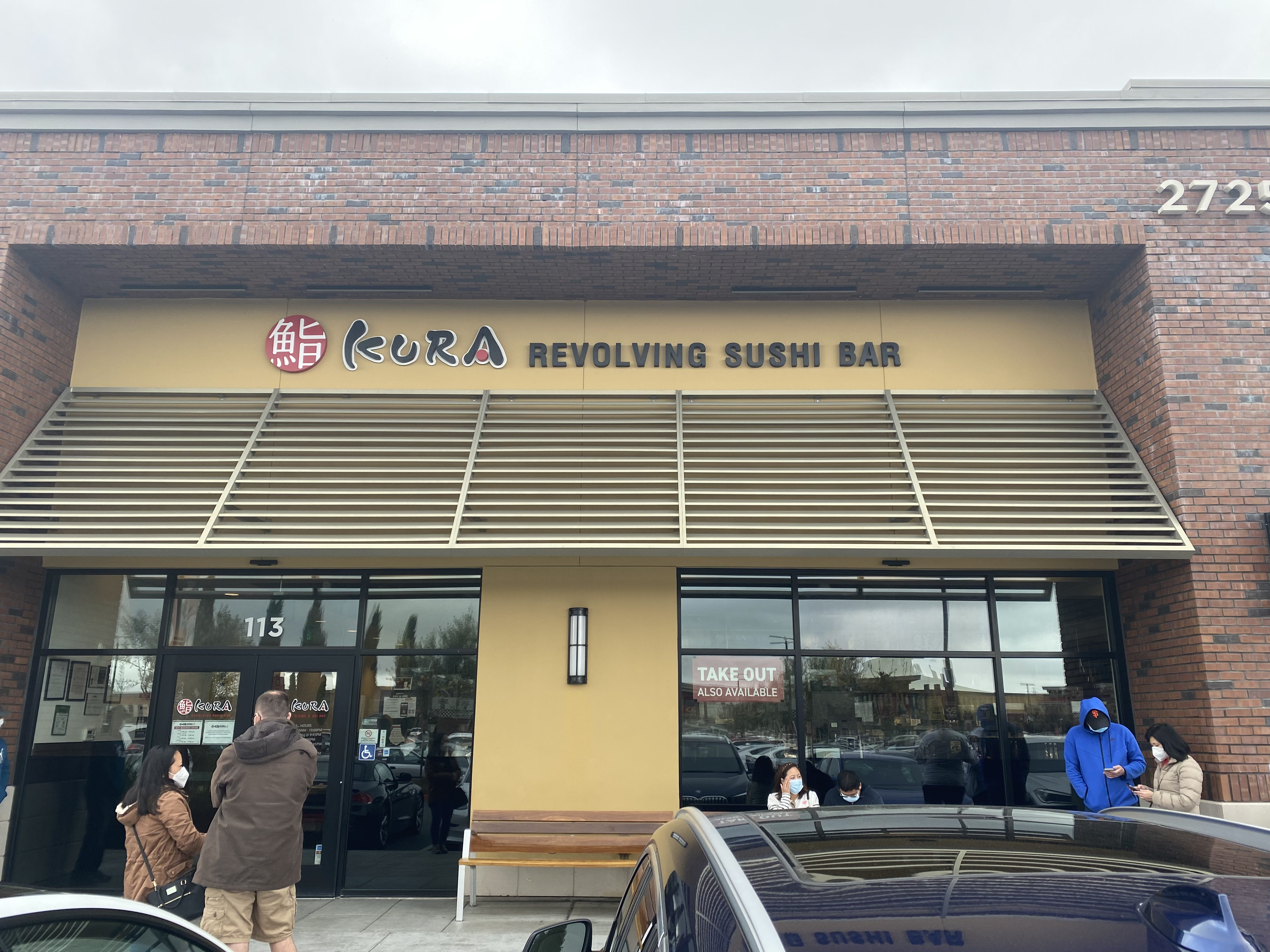
미국 캘리포니아주에 있는 쿠라스시

## 갤러리

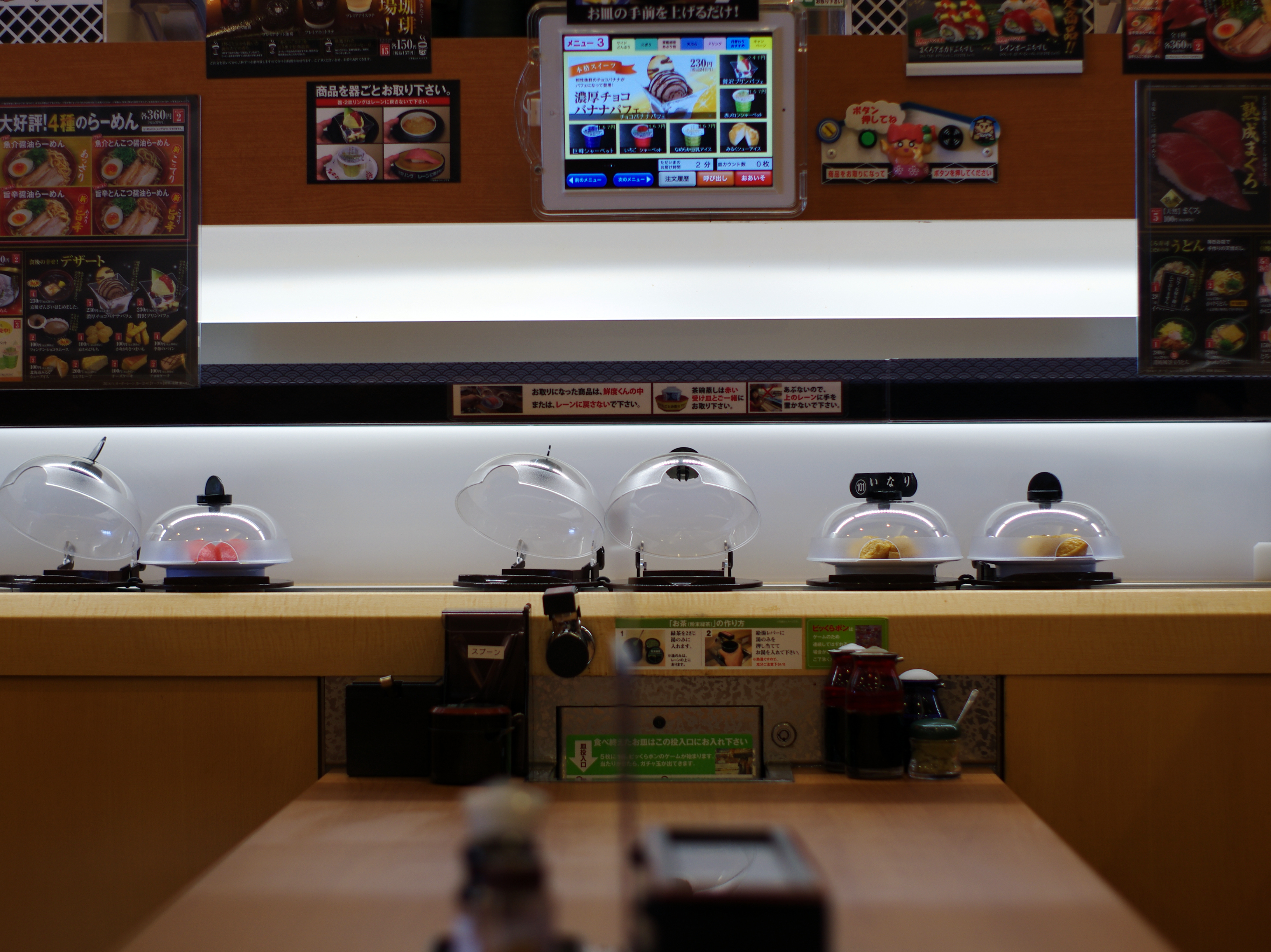
터치스크린 및 테이블석
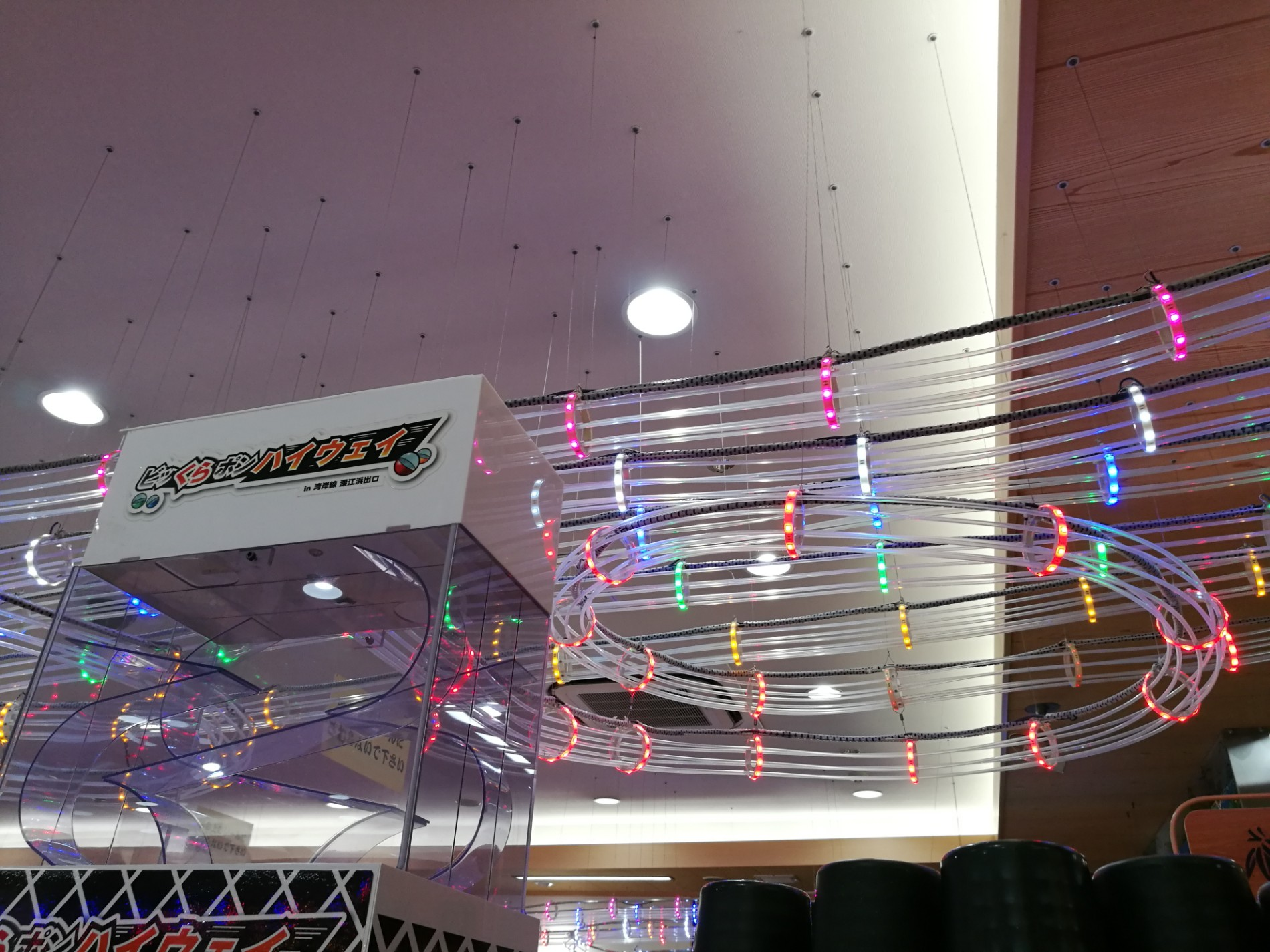
긴 레일이 쳐져 있는 특수한 빗쿠라폰(경품 추첨기). 고베의 후카에하마점만 있다
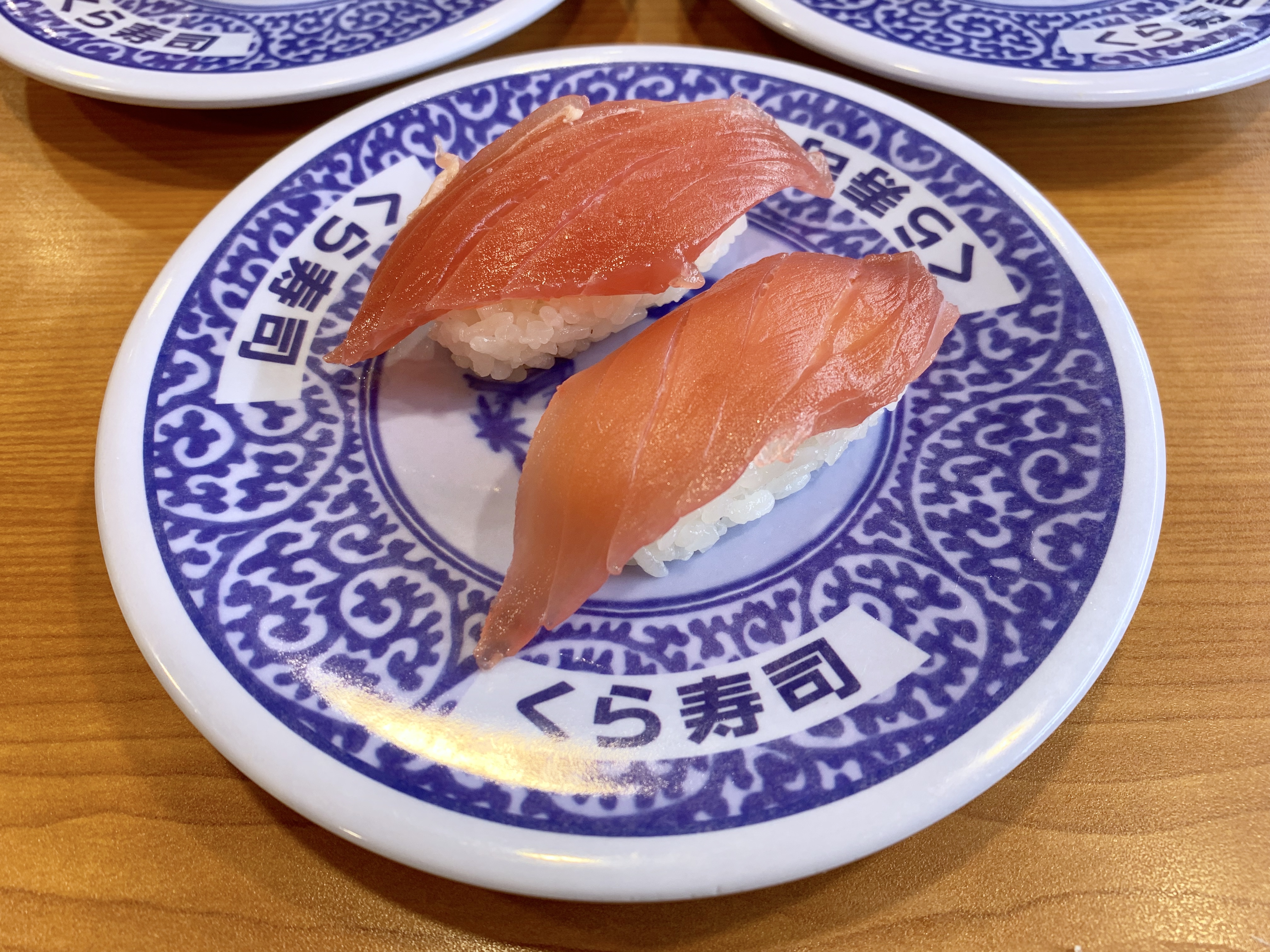
참치
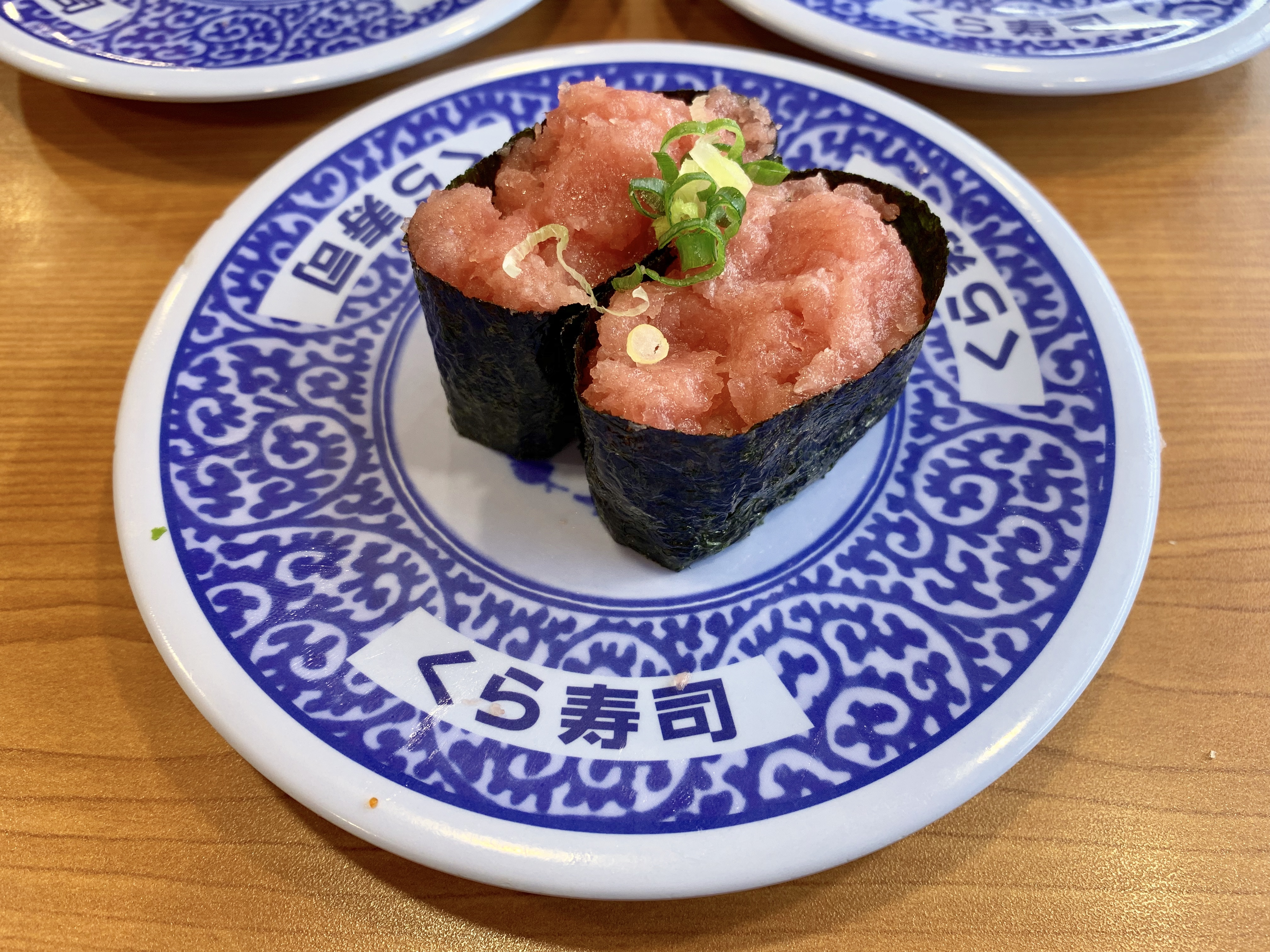
네기토로
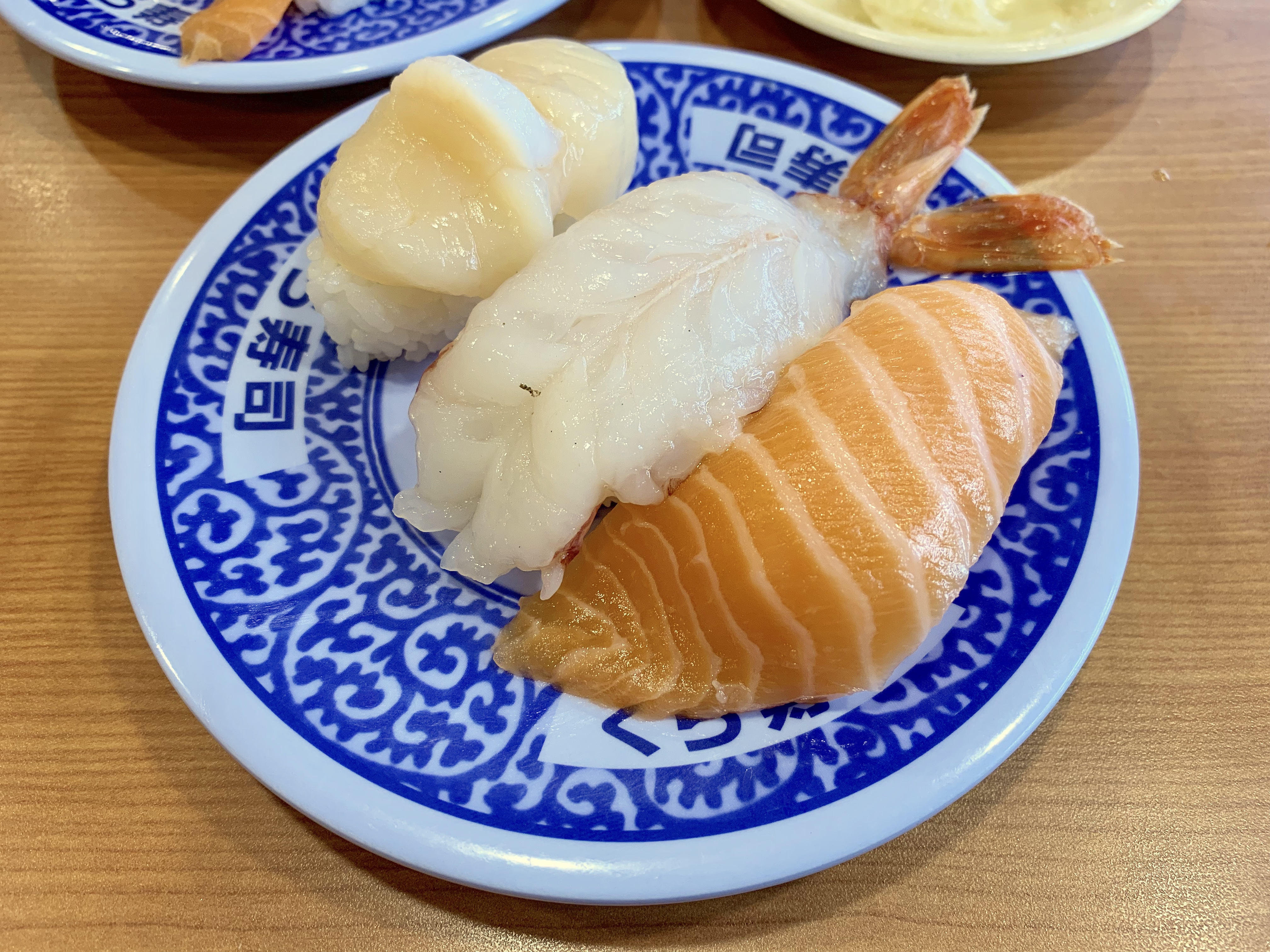
가리비, 생새우, 연어
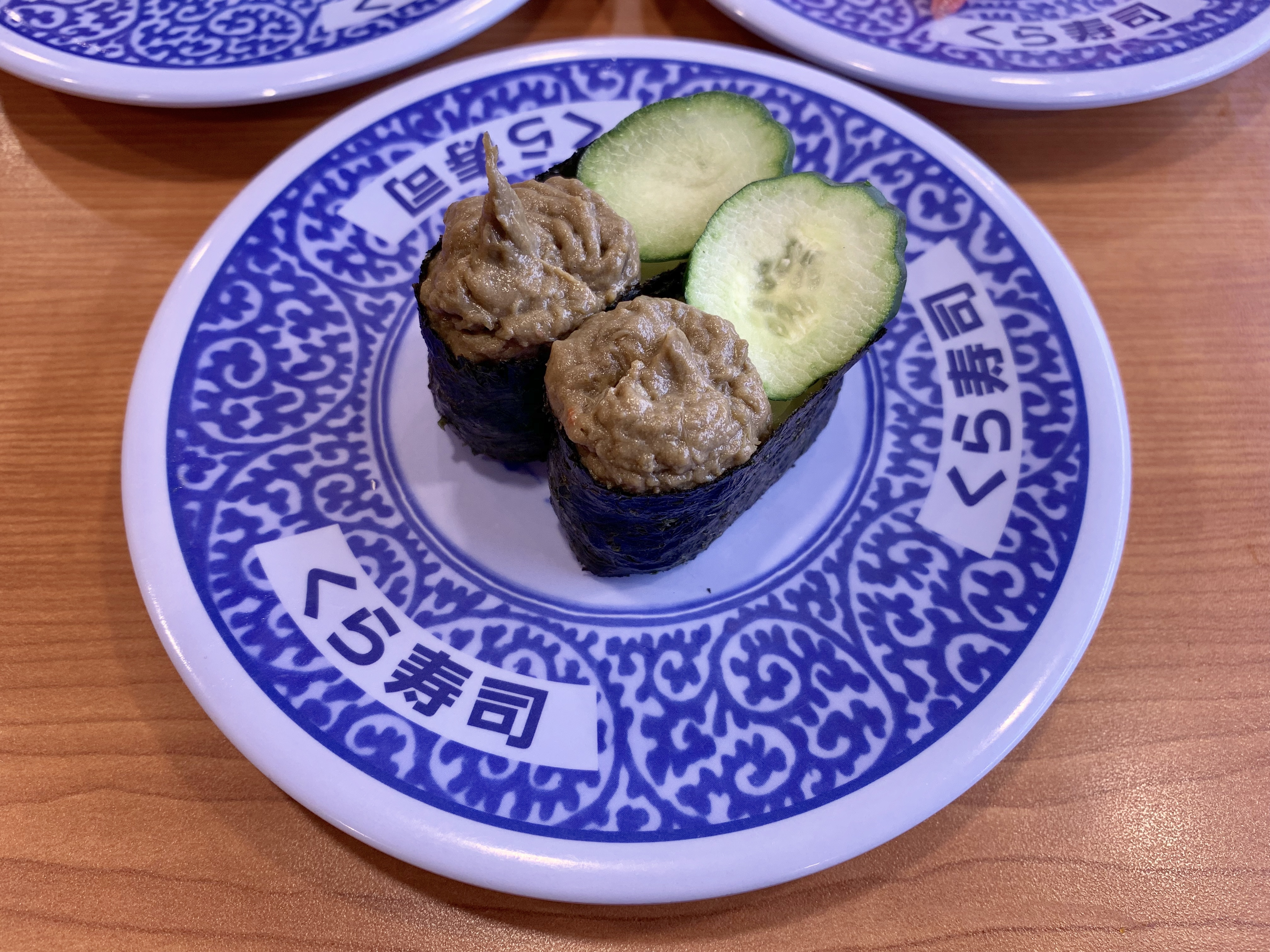
게 된장
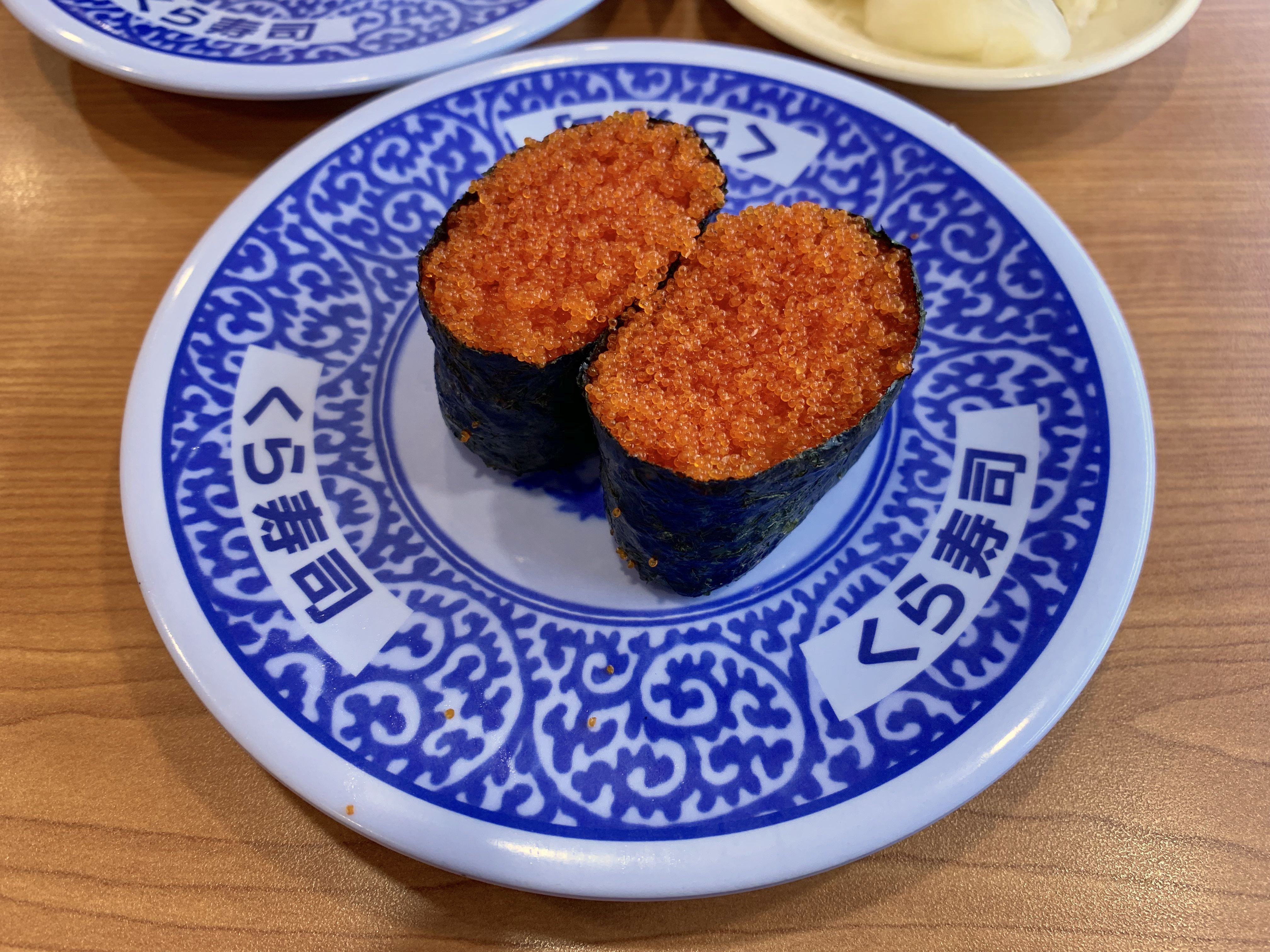
토비코 (갈치 알)
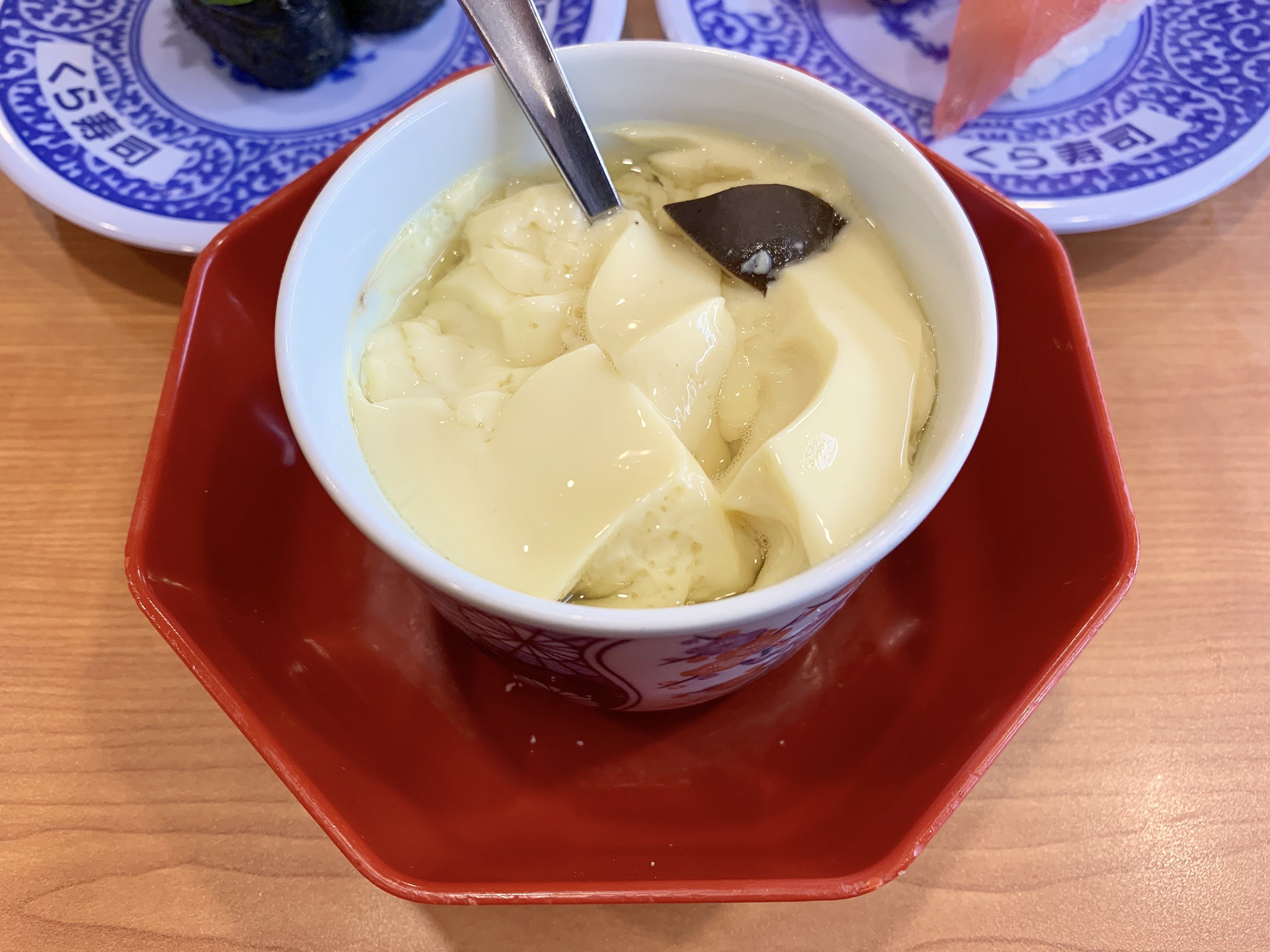
자완무시
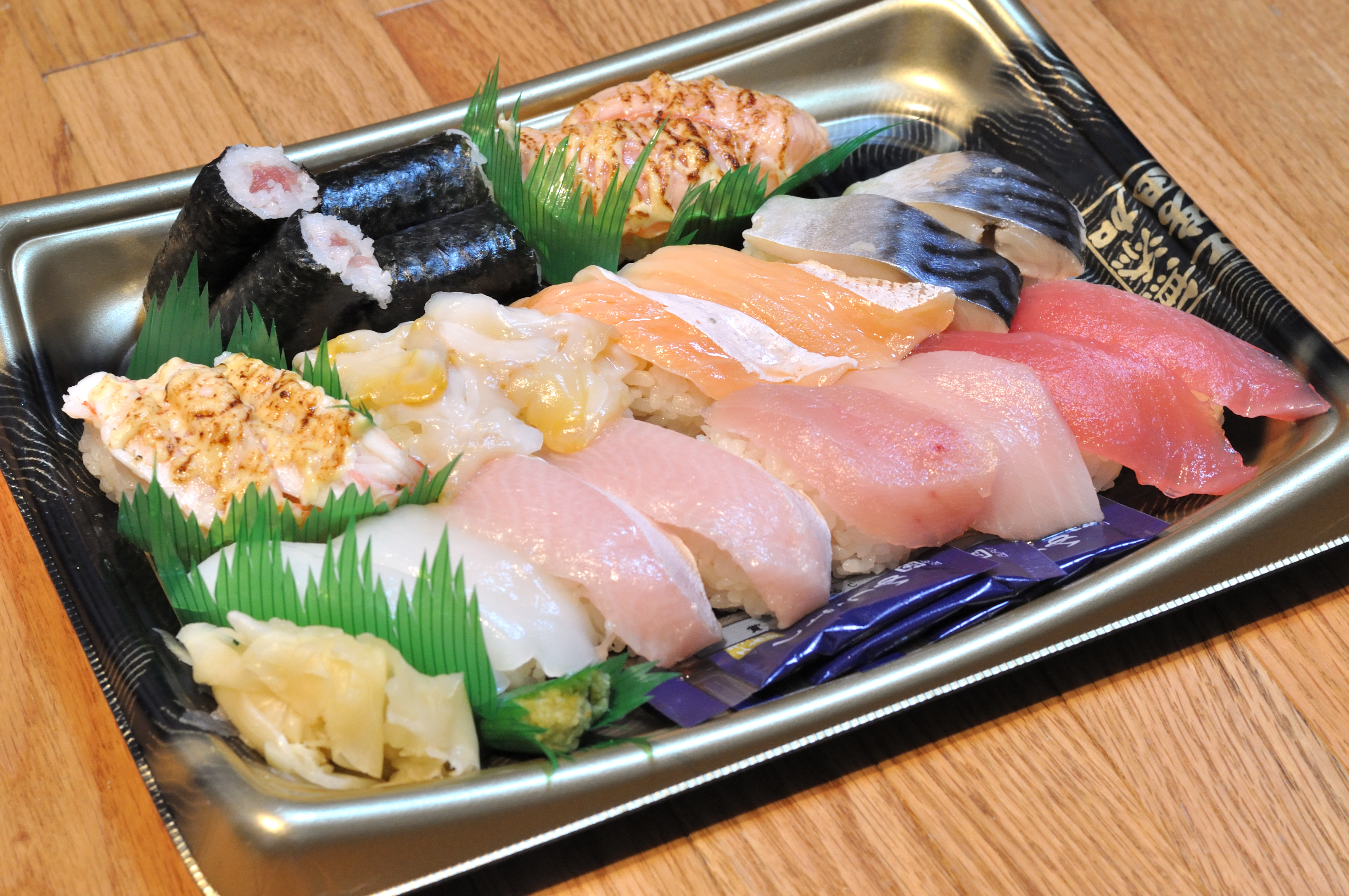
포장용 초밥